# كرة كرمي (توت ندة)
كرة كرمي (بالفارسية: کره کرمی) هي قرية تقع في إيران في قسم توت ندة الريفي. يقدر عدد سكانها بـ 343 نسمة بحسب إحصاء 2016.